# Рушевине гробљанске цркве у селу Придворица
Рушевине гробљанске цркве у селу Придворица, насељеном месту на територији општине Лепосавић, на Косову и Метохији, представљају непокретно културно добро као споменик културе.
Рушевине цркве налазе се на сеоском гробљу у Придворици. Мештани су је делимично надзидали па достиже висину од једног метра. Зидана је ређањем притесних камених плоча, а уочавају се и ломљене средњовековне опеке. Димензије цркве су 6,60 х 4,80 m. У источном делу цркве накнадно је постављена часна трпеза од камених блокова. На основу градитељских и стилских одлика претпоставља се да црква потиче из 17. или 18. века. Припада уобичајеном типу гробљанских цркава у области Ибарске долине на Косову. Име села указује да је овде постојао двор неког средњовековног велможе, па су испод позносредњовековне цркве можда темељи неке раније грађевине.

## Основ за упис у регистар
Одлука о утврђивању остатака гробљанске цркве у Придворици за археолошко налазиште, бр. 1431 (Сл гласник РС бр. 51 од 13. 11. 1997) Закон о културним добрима (Сл. гласник РС бр. 71/94).